# Cleidogona curvipes
Cleidogona curvipes är en mångfotingart som först beskrevs av Loomis 1966.  Cleidogona curvipes ingår i släktet Cleidogona och familjen Cleidogonidae. Inga underarter finns listade i Catalogue of Life.